# Wiltshire Horn
Das Wiltshire Horn ist eine der ältesten britischen Schafrassen und gehört zu der Gruppe der kurzwolligen Schafe. Sein Haltungsschwerpunkt  war die englische Grafschaft Wiltshire im Südwesten Englands.
Da das Wiltshire Horn seine Wolle im Frühjahr abstößt, muss diese Schafrasse nicht geschoren werden. Aus diesen Gründen ist es in verschiedene andere Schafrassen eingekreuzt worden.
Wiltshire Horns zählen zu den Viehrassen, die gefährdet sind. Die Erhaltungsbemühungen, die zum Erhalt der Rasse beitragen sollen, werden vom Rare Breeds Survival Trust unterstützt.

## Merkmale
Das Wiltshire Horn ist ein sehr großrahmiges Schaf. Die Böcke erreichen eine Widerristhöhe von 85 Zentimetern und wiegen zwischen 125 und 130 Kilogramm. Die Weibchen bleiben mit einer Widerristhöhe von 80 Zentimeter etwas kleiner und wiegen zwischen 75 und 80 Kilogramm.
Beide Geschlechter tragen Hörner, bei den Böcken entwickeln sich diese häufig zu weit ausladenden Schnecken. Der Körperbau ist kompakt mit einer großen Rumpfbreite. Die Schafe sind weiß mit einer sehr kurzen Wolle, die sehr fein und dicht ist. Werden die Schafe im Frühjahr geschoren, wiegt ihr Vlies weniger als 1 Kilogramm.  Ältere Böcke entwickeln an der Halsunterseite eine Mähne.
Wiltshire Horns gelten als sehr robuste Rasse. Sie sind sehr unempfindlich gegenüber Ektoparasiten und nur selten von Myiasis befallen. Sie lammen sehr einfach und gelten als gute Mutterschafe. Die Lämmer wachsen unter normalen Weidebedingungen schnell heran und benötigen kein zusätzliches Futter, um schnell vermarktungsfähig zu sein.

## Zuchtgeschichte
Das Wiltshire Horn geht auf alte Heideschafrassen des südwestlichen Englands zurück, zu deren modernen Nachkommen auch die Schafrassen Dorset und das Portland-Schaf zählen. Merkmale dieser Ursprungsrassen waren die falbe Körperfarbe und die Hörner. Traditionell wird unterstellt, dass diese falbfarbenen Schafrassen mit den Schafrassen der Orkneys und Hebriden  verwandt sind. Walling bezweifelt dies in seiner Geschichte der britischen Schafrassen. Merkmal der drei Schafrassen Portland, Wiltshire Horn und Dorset ist, dass sie in ihrer Fortpflanzung an keine Saison gebunden sind. Schafe des nördlichen Typus lassen sich nur im Herbst durch einen Schafbock decken und lammen entsprechend im Frühjahr. Bei ihnen sind auch unter schlechten Weidebedingungen Mehrlingsgeburten häufig. Walling argumentiert daher, dass die Ursprungsrasse, aus der das Portland-Schaf hervorging, mit größerer Wahrscheinlichkeit von Schafrassen des Mittelmeer-Raums abstammt. Der britische Zuchtverband weist außerdem darauf hin, dass man bei Ausgrabungen eines britischen Hofes aus der Zeit der römischen Besetzung Skelette von Schafen gefunden hat, die Ähnlichkeit mit dem Wiltshire Horn aufweisen. Es sei daher möglich, dass es von sardinischen und Korsikakorsischen Schafrassen abstamme, die heute dort noch halbwild leben. Abbildungen und Schilderungen aus dem 17. Jahrhundert belegen gleichfalls, dass das Wiltshire Horn in Wiltshire eine der häufig anzutreffenden regionalen Schafrassen war.
Die Haltung dieser Schafrasse ist von den jeweiligen Wollpreisen beeinflusst. Im 19. Jahrhundert, als für Wolle hohe Preise gezahlt wurde, war die Haltung dieser Rasse für Landwirte zunehmend weniger attraktiv. Entsprechend gingen die Bestände zurück, so dass gegen Ende des 19. Jahrhunderts nur noch Restbestände vorhanden waren. Wiltshire Horns wurden jedoch wiederholt in andere Schafrassen eingekreuzt, die in den Tropen und Subtropen gehalten wurden. In den 1960er Jahren wurde mit der Einkreuzung von Wiltshire Horns in Hybridschafen  aus Welsh Mountain und Cheviot das Easy Care gezüchtet. Grund dafür war, dass zu diesem Zeitpunkt die Wollpreise so niedrig waren, dass der Ertrag aus dem Verkauf des Vlieses nicht die Kosten der Schur deckten.

## Zuchtverband
Der britische Zuchtverband, der das Herdbuch für diese Rasse führt, wurde 1923 gegründet.

## Einzelbelege
1. 1 2 3 4 5   Hans Hinrich Sambraus: Farbatlas Nutztierrassen, S. 144
2. ↑   Hans Hinrich Sambraus: Seltene Nutztiere, S. 145.
3. 1 2  Philip Walling: Counting Sheep, S. 235
4. ↑  Philip Walling: Counting Sheep, S. 11
5. ↑  Philip Walling: Counting Sheep, S. 12.
6. ↑  Philip Walling: Counting Sheep, S. 13.
7. ↑  Website des britischen Zuchtverbands (Memento des Originals vom 22. Juli 2015 im Internet Archive)  Info: Der Archivlink wurde automatisch eingesetzt und noch nicht geprüft. Bitte prüfe Original- und Archivlink gemäß Anleitung und entferne dann diesen Hinweis., aufgerufen am 13. Juni 2015